# Imi (mare de Mentuhotep III)
Imi (J-m(j)) va ser una dama egípcia, i probablement reina, de l'XI Dinastia. Era suposadament l'esposa del faraó Mentuhotep II, tot i que en cap inscripció conservada se la qualifiqui d'Esposa del Rei.
Imi és coneguda per una única inscripció conservada a Wadi Hammamat en la qual se l'anomena amb el títol de Mare del Rei Montuhotep III. No s'esmenta cap altre títol, cosa que qüestiona la relació que haurien pogut tenir Imi i el seu fill Montuhotep III amb el predecessor d’aquest, el rei Montuhotep II. Malgrat tot, se'l considera generalment el fill d'aquest últim, el que converteix a Imi en l'esposa (o potser una simple concubina) del rei Montuhotep II.